# Municipio de Elota
El municipio de Elota está ubicado en la parte centro-sur del estado de Sinaloa, México. Su cabecera municipal es La Cruz, comúnmente conocida como "La Cruz de Elota". Su principal actividad económica es la agricultura, el cual coloca a Elota como uno de los municipios con mayor producción de hortalizas en el estado y el país, también destaca la ganadería, pesca y en menor proporción pero cada vez desarrollándose más el turismo, sobre todo en los márgenes de la costa, en la presa "Aurelio Benassinni" más conocida como la presa "El Salto" y en Elota (pueblo) que tiene el distintivo de "Pueblo Señorial".

## Toponimia
El significado de la palabra "Elota" viene del vocablo náhuatl, y del aztequismo Elote o Elotl, mazorca de maíz tierna, muy estimada como verdura o legumbre, que tiene ya cuajados los granos, y de la abundancia ta o tla; este topónimo significa "Lugar de Elotes" o "En el Elotal". El origen de esta geonimia está relacionado con la cultura material o sea la alimentación indígena.

## Geografía
El municipio se localiza en la parte media suroccidental del estado, entre los meridianos 106°27´00” de longitud oeste del meridiano de Greenwich y entre los paralelos 23°49´07” y 24°24´12” de latitud norte. Su altitud varía desde la costa hasta una altura de 1 mil 131 metros sobre el nivel del mar, en la sierra de Conitaca. Sus 1 mil 518 kilómetros cuadrados de extensión total, esto se puede comparar con la extensión territorial de México, D.F. la capital del país que tiene 1 mil 485 kilómetros cuadrados, solo que en toda su extensión está relativamente poblada, y Elota es uno de los municipios que está creciendo aceleradamente en número de habitantes pero aún dentro de su territorio el 75% es usado para la agricultura, ganadería y pesca, solamente una pequeña parte que pertenece a la meseta de Cacaxtla que comparte con el vecino municipio de San Ignacio es zona protegida por la PROFEPA, representan el 2.6 por ciento del total del estado y lo colocan en el 16° lugar respecto al resto de los municipios de la entidad.
Elota cuenta con una demografía algo variada desde los más fértiles valles, hasta las más cálidas costas de playas y partes de sierra, además cuenta con un río de mismo nombre que el municipio, nace en el estado de Durango y desemboca en la bahía de Ceuta, este sirve para las áreas de riego de los campos de hortalizas y maíz que se siembran y que son exportados hacía los Estados Unidos. Las temperaturas también son muy variadas, en verano se ha llegado a registrar hasta 43 grados centígrados como máxima, y en invierno hasta 5 grados como mínima, pero casi todo el año el clima es cálido a semitemplado.

### Límites municipales
Tiene límites administrativos con los siguientes municipios y/o accidentes geográficos, según su ubicación:
| Noroeste: Culiacán            | Norte: Culiacán, Cosalá |                   |
| Oeste: Golfo de California    |                         | Este: San Ignacio |
| Suroeste: Golfo de California | Sur: San Ignacio        |                   |

## Escudo Elotense
El escudo de Elota representa la riqueza en la agricultura, ganadería, pesca que este ofrece a Sinaloa y a México, del cual se acordaron las reformas del escudo y se hicieron oficiales bajo el acta de cabildo No 10 del día 10 de junio de 1987. Lo modificaron técnicos del proyecto Elota-Piaxtla a propuesta del H. Ayuntamiento. Se encuentra enmarcado dentro de una figura ovoidal con la palabra "ELOTA" en su parte superior, que esta palabra viene del vocablo náhuatl cuya aztequismo-elote o elotl, mazorca de maíz tierna y de la abundancia, el topónimo ta o tla "Lugar de Elotes" o en Elotal. En su parte central tiene una cruz que es el nombre de la cabecera municipal, dividiendo el escudo en 6 partes como sigue: en la parte superior izquierda: un costal con la palabra frijol, cuya producción es abundante en la región; en la parte superior derecha se ve parte de la carretera internacional (Carretera México No 15 o México-Nogales tramo Mazatlán-Culiacán) con el entroque del ramal a La Cruz; en su parte izquierda se encuentra un elote de donde se deriva su nombre, siendo el maíz el cultivo principal; en la parte central derecha tenemos un pescado señalando con esto que todos sus litorales, tanto en la Bahía de Ceuta como en altar mar, hay una gran producción pesquera; en la parte inferior izquierda se encuentra la "Presa El Salto" sobre el río Elota que beneficia más de 50 mil hectáreas; y en la parte inferior derecha tiene un pequeño cerro, las vías de ferrocarril, las líneas telegráficas, la Bahía de Ceuta y más abajo un promontorio de sal, indicando esto la gran producción que existe en los esteros de las salinas de Ceuta.

## Población
Recientemente el Instituto Nacional de Estadísticas y Geografía (INEGI) reveló los datos del Censo de Población y Vivienda 2020, donde los resultados son los siguientes:
| Municipio | Total Habitantes | Hombres | Mujeres |
| Elota     | 55 339           | 28 546  | 26 793  |

## Distrito electoral
Un distrito electoral es una zona o división donde es electo un diputado federal, miembro de la Cámara de Diputados de México.
El municipio pertenece al VI Distrito Electoral Federal de Sinaloa que es uno de los 300 distritos electorales en los que se encuentra dividido el territorio de México y uno de los 8 en los que se divide el estado de Sinaloa. Su cabecera es la ciudad de Mazatlán, Sinaloa.
En conjunto con Elota, está formado por los municipios de Concordia, Cosalá, Escuinapa, Rosario, San Ignacio y el sector norte de Mazatlán.

## Historia
Anteriormente antes de la colonización grupos étnicos vivieron en las márgenes del río de Elota, prueba de ello se encuentran las piedras labradas en el pueblo de Bellavista donde vivieron el grupo étnico de los Tahues, que habitaban también los hoy municipios de Culiacán, Mocorito y la zona costera de San Ignacio hasta la margen norte del río Piaxtla.
En 1531, el colonizador español Nuño Beltrán de Guzmán (colonizador de la zona occidente de México) "llegaron al río Elota al que le dieron el nombre de río de la Sal por la gran cantidad de este elemento que sacaban desde la desembocadura".
En el año de 1583, en la Relación de Pobladores de la Provincia de Culiacán, aparece que “Bernabé López, teniente de contador, tiene el repartimiento de La Galga y Elota, que valdrá cien pesos y Alonso Rodríguez tiene el Repartimiento de Conitaca”.
A fines de 1810 el intendente y gobernador de esta provincia don Alejo García Conde llega al poblado de Elota para salir hacia San Ignacio, en donde derrota al ejército insurgente el 17 de febrero de 1811.
El 14 de octubre de 1830, el Congreso de la Nación votó un decreto para que Sinaloa y Sonora, que hasta ese entonces formaban el Estado de Occidente, quedaran como 2 estados de la federación. Por su parte Sinaloa se integró con los partidos (en ese entonces así se le conocían a los municipios) de El Rosario, Concordia, Villa de la Unión, San Ignacio, Cosalá, Culiacán, Badiraguato, Mocorito, Sinaloa, El Fuerte y Choix. La ciudad de Culiacán fue designada capital, el 13 de marzo de 1831, se instaló el Congreso constituyente. Elota quedó comprendido en el partido de Cosalá.
Elota logra su municipalización a raíz de la constitución de 1917, pero es hasta el 3 de abril de 1917 cuando se crea el municipio por decreto siendo gobernador de Sinaloa el Gral. Ángel Flores, su primer presidente municipal el C. Sebastián Tolosa Arana cuya cabecera municipal empezó a ser en el pueblo de Elota, pero a raíz de esto se dejó ver mucha incorformidad con la gente que vivía también en el recién creado pueblo de La Cruz, por el cual desde su creación hasta que el ayuntamiento es trasladado estuvo en discusión.
En La Cruz se estableció el ayuntamiento del municipio el 6 de mayo de 1927 debido a la posición geográfica por encontrarse en la mitad del camino de Culiacán y Mazatlán (las 2 ciudades más importantes de Sinaloa), además por encontrarse en zona de valle, y cerca del mar, conocido como Valle y Bahía de Ceuta y además por encontrarse allí una estación de ferrocarril por esta zona, es por tal motivo que se traslada la cabecera del pueblo de Elota a La Cruz.
Elota también tuvo personajes ilustres durante la época de la revolución mexicana, el más conocido es sin lugar a dudas el Gral. José Aguilar Barraza, quién dirigió a grupos de revolucionarios por la zona noroeste del país, él nació en el pueblo de Tecuyo, (un poblado cerca del pueblo de Elota) el 28 de marzo de 1883, fue un revolucionario, militar y político, fue ahijado de bautizo del legendario guerrillero Heraclio Bernal, oriundo de El Chaco, San Ignacio, fue el segundo de ocho hijos que procreó el matrimonio integrado por don Alberto Aguilar Barraza y doña Laura Barraza Yuriar, se casó a la edad de 20 años con la Sra. Natividad Pico Mancillas, naciendo de esta unión, Rigoberto, Saúl, Héctor, María Celina y Joselín. Llegó a ser gobernador del estado de Sinaloa, además él fue quien apoyó el traslado de la cabecera municipal del pueblo de Elota a La Cruz, durante su desempeño militar ocupó múltiples cargos. Destacan los de diputado local y la gubernatura interina, en sustitución del general Ángel Flores, del 9 de octubre de 1920 al 21 de marzo de 1923; o sea, casi todo el periodo. Como gobernador promovió la reapertura de la Universidad de Occidente (Universidad Autónoma de Sinaloa) y por decreto hizo obligatoria la enseñanza ecológica en las escuelas primarias y estableció las bases de la modernización agrícola mediante la construcción de los primeros canales y aplicación de nuevas técnicas, en su honor el edificio histórico que actualmente se encuentra en la plazuela municipal "Miguel Hidalgo y Costilla" que alguna vez tuvo función como Palacio Municipal y fue su casa lleva su nombre, además de tener una escuela primaria con su nombre en La Cruz de Elota, fue la primera escuela en el municipio, fue fundada el 2 de abril de 1948. En Mazatlán también existe otra escuela primaria con su nombre y en Culiacán existe una calle que se encuentra a la altura de la colonia Almada que también lleva su nombre, murió en la Ciudad de México víctima de una enfermedad que lo aquejaba el 18 de agosto de 1947 coincidiendo con el día del ejido de La Cruz.
Sus hijos que más sobresalieron también fueron Lic. Saúl y el Dr. Rigoberto Aguilar Pico, en la historia de Sinaloa son los únicos 3 gobernadores pertenecientes a una familia que han gobernado el estado (padre y 2 hijos), más o menos gobernaron por la década de los 50's, Dr. Rigoberto Aguilar Pico nació en Mazatlán el 1 de junio de 1905, estudió la carrera de medicina en la Universidad Nacional Autónoma de México (UNAM), fue Doctor especializado en pediatría en la Universidad de París en Francia donde obtuvo el título de puericultor, fungió de la gobernatura del estado del cual se caracterizó por su honradez, promoción de la cultura, constructor de escuelas, servicios de agua potable, del aeropuerto de Culiacán e impulsó leyes para la protección de la infancia y para menores. En su gobierno se construyó la Rotonda de la Sinaloenses Ilustres. Fue un buen gobernante, un magnífico hombre y un brillante pediatra. Murió en la Ciudad de México el 29 de junio de 1974. Actualmente en su honor lleva su nombre la escuela preescolar y el bachillerato COBAES (Colegio de Bachilleres del estado de Sinaloa) en La Cruz de Elota, y en Culiacán el Hospital Pediátrico de Sinaloa también lleva su nombre del que fue fundador. Del Lic. Saúl Aguilar Pico nació accidentalmente en Mazatlán. Terminó sus estudios de licenciado en Derecho en la Facultad de Derecho en la Universidad Nacional Autónoma de México. Inició su carrera profesional en La Paz. Ya en su tierra natal, desarrolló una destacada carrera administrativa alcanzando los primeros niveles de gobierno en Sinaloa. Fue secretario de Gobierno y gobernador interino por 16 días durante el periodo del general Pablo Emilio Macías Valenzuela (1945-1950), quien recibió licencia del Congreso para trasladarse a los Estados Unidos para someterse a una intervención quirúrgica. Presidente de la Cámara de Diputados, magistrado y procurador general de Justicia durante el gobierno constitucional del licenciado Enrique Pérez Arce.
Y existen más personajes que han puesto el nombre del municipio de Elota en alto por su intensidad de lucha, honestidad, responsabilidad, sencillez y sobre todo su valor de servicio hacia los que menos tienen, tales como: C. Othón Herrera y Cairo, Profra. Rafaela Sarabia Aguiluz, Profra. Dolores Amador Aguilar, Profr. César Franco Rodríguez Profr. Reynaldo López Zamora " Profe Nayo " y C. Vicente Escobar Padilla.

## Poblaciones Importantes
- La Cruz. Cabecera municipal, centro de comercio concurrido.

- Elota (pueblo). Poblado ubicado en la sierra, fue la primera sede del ayuntamiento municipal. Desde 2010 tiene el distintivo de: "Pueblo Señorial".

- Ceuta (Sinaloa). Importante centro pesquero y valle agrícola importante.

- Celestino Gazca Villaseñor. Importante centro vacacional y pesquero.

- El Salto. Aquí se encuentra la presa "Aurelio Benassini", conocida como la presa de "El Salto" aquí se realizan competencias de pesca internacional, además ofrece servicio de hotelería y turismo.

## Autoridades municipales
Presidentes municipales que han gobernado al municipio son:
- 1914: Francisco Franco.

- 1917-1918: José Villanueva.

- 1919-1920: Simón Guillén.

- 1921-1922: Sebastián Tolosa.

- 1923-1924: Quintin Franco.

- 1925-1926: Simón Guillén.

- 1927-1928: Manuel Orozco y Berra.

- 1929-1930: José Mariano Romero Aguilar.

- 1929: Jesús B. Aguilar.

- 1930: Ramón Guerra.

- 1931-1932: Liberato B. Aguilar.

- 1933-1934: Pedro Vega Bravo.

- 1935-1936: Alfonso Gaxiola Loya.

- 1936: Rodolfo Bazúa Velázquez.

- 1937-1938: Gabriel Lomelí.

- 1939-1940: Sebastián Tolosa.

- 1941-1942: Gonzalo Calderón.

- 1943-1944: Clemente Cebreros.

- 1944: Juan P. Anaya.

- 1945-1947: Juan José Pérez López.

- 1948-1950: Ponciano Escobar Ramírez.

- 1951-1952: Jesús Loaiza.

- 1953: Manuel Martínez.

- 1954-1956: Roberto Bazúa Fitch.

- 1957-1959: Pedro Vega Bravo.

- 1960-1962: Ponciano Escobar Ramírez.

- 1963-1965: Fructuoso Núñez Campaña.

- 1966-1968: Manuel Félix Medina.

- 1969-1971: Fructuoso Núñez Campaña.

- 1971: Juan Manuel Inzunza Lara.

- 1972-1974: César H. Franco Rodríguez.

- 1974: Arturo García Loya.

- 1975-1977: Ernesto Silvas Verdugo.

- 1978-1980: Daniel Correa Becerra.

- 1981-1983: Ignacio Fajardo Arroyo.

- 1984-1986: Trinidad Rodríguez Castro.

- 1987-1989: Candelario García Zamora.

- 1990-1992: Vicente Escobar Padilla.

- 1993-1995: César David Nuñez Zamora.

- 1996-1998: Sergio Arturo Rosas Miranda.

- 1999-2001: Maximiliano Delgado Rodríguez.

- 2002-2004: Daniel Amador Gaxiola

- 2005-2007: Germán Escobar Manjarrez.

- 2008-2010: Héctor Manuel Sánchez Macario.

- 2011-2013: Arturo Yáñez Cabanillas

- 2014-2016: Arturo Rodríguez Castillo.

- 2017-2018: Ángel Geovani Escobar Manjarrez.

- 2018: María Aracely Esparza Gaxiola.

- 2018-2021: Ángel Geovani Escobar Manjarrez.

- 2021-2024: Ana Karen Val Medina.

- 2024: Vanessa Torres López.

- 2024-2027: Richard Millán Vázquez

## Fiestas importantes
En Elota también tiene festividades muy concurridas y de gran popularidad en el centro y sur del estado de Sinaloa, aunque cada ejido que conforman al municipio cuentan con sus festividades, se mencionarán las de mayor relevancia:
- Al inicio del año, el Carnaval es la primera festividad concurrida, casi por lo regular se festeja de 2 a 4 semanas después del Carnaval Internacional de Mazatlán y estatal de Guamúchil, esta celebración empezó en 1996, esta surgió debido a que en esos tiempos se habían registrado muchos accidentes por carretera durante el trayecto hacia Mazatlán, y por eso en vez de tener que trasladarse a ese lugar, se decidió que Elota también tuviera su propio Carnaval, siendo la primera reina "Perla I" coronada en la plazuela municipal "Miguel Hidalgo y Costilla" de La Cruz, en manos del presidente municipal Sergio Arturo Rosas Miranda, empezando las fiestas desde un viernes y terminando el domingo siguiente con un desfile de carros alegóricos con comparsas, y desde 2002 se empezó a celebrar desde los jueves hasta el domingo, se inició con la coronación de la reyna de los juegos florales, el viernes continúa con la coronación de la reyna infantil, el sábado con la coronación de la reyna del carnaval y el domingo con el desfile de carros alegóricos y termina con un gran baile de grupos norteños invitados, en el 2008 el lema del carnaval fue: "Maravillas de la naturaleza" siendo electa la reyna "Marilyn I" y en el 2009 el lema fue "5 continentes" siendo reyna de esta edición "Gabriela I", para el 2010 el tema fue "México, Magia y Esplendor", conmemorando el Bicentenario de la independencia y el Centenario de la revolución, para el 2011 el tema fue: "Historias y sueños de Elota riquezas del mar y nuestra tierra" siendo reina del carnaval S.G.M. Rosita Ríos Vázquez, para la edición de 2012 el tema fue: "Alegría en la Monarquía", siendo electa la Srita Bladenka Abigaíl Rodríguez. En el 2013 el tema fue: "Magia Oriental. China, la Gran Civilización". En el 2014 el tema fue: "Canto de sirenas". En el 2016 esta festividad cumplió 20 años de realización. En el 2020 el tema fue: "Fantasía Floral". En 2021 y 2022 fueron suspendidos por la pandemia de COVID-19. En 2023 se retoman los festejos con el tema "Macondo" basados de la novela del autor Gabriel García Márquez: "Cien Años de Soledad". En 2024 el tema fue "Gilgamesh: Culturas del Mundo".

- El tradicional "Baile de Embajadoras" últimamente se ha celebrado una semana antes de la semana mayor, este evento consiste en un concurso de belleza en donde cada municipio del estado de Sinaloa (incluyendo Elota), participan, cada participante es llamada "Embajadora" en el cual compiten frente a un jurado profesional quien es el que elige dependiendo de su desempeño la que será la "Reina de Embajadoras". Este evento se realiza desde 1960. Se empezó a realizar en La Cruz, en la plazuela Miguel Hidalgo y Costilla. Después de varios años, se trasladó al famoso "Club Social La Cruz", en donde hasta la fecha se sigue celebrando. A este evento asisten personalidades como las reinas del carnaval de Mazatlán, Culiacán, Guamúchil y Elota, así como Señorita Sinaloa y Nuestra Belleza Sinaloa.
- Detalles sobre este evento: Antes del 2006 la embajadora representante del municipio de Elota no participaba en el certamen ya que cubría su participación sólo como afintriona del evento. A partir de ese año es cuando se decide que tome participación junto con las demás embajadoras, en el 2008 tuvo como lema este baile: "Viviendo los 60´s" recordando los inicios de este baile y por primera vez es grabado para la televisión regional siendo visto en todo el estado, en el 2009 el concepto que se utilizó es de un baile blanco y negro además se le rindió un gran homenaje póstumo al profesor de artísticas Ascanio Pérez Pinedo por los grandes logros que obtuvo en poner al municipio de Elota en alto fomentando la cultura, la danza y el folclor así como casi 20 años dirigiendo este evento mostrando lo que nuestro municipio ofrece al estado de Sinaloa, en el 2010 este baile conmemoró sus 50 años bajo el lema "Rostros de Sinaloa", siendo electa por segunda vez desde el 2006 a una embajadora elotense, en el 2011 en la 51 edición el tema fue "Noches de salón México" siendo la embajadora representante de Culiacán Elizabeth Gallardo la ganadora. Este evento es organizado por el Sistema DIF Elota, y el grupo de Danza de Elota, al terminar el certamen un conjunto musical ameniza el resto de la noche poniendo a bailar a los asistentes. El día siguiente que casi por lo regular conocido en el mundo cristiano católico como el "domingo de ramos" se acostumbra a llevar a las embajadoras de paseo a las playas de Ceuta o Celestino Gazca y a probar una gran parrillada de mariscos que son un manjar que Elota también ofrece a sus visitantes y en este caso a las embajadoras esto en agradecimiento por haber participado en esta fiesta. En 2019 ha sido hasta el momento, la última edición realizada, ya que en 2020 y 2021 fueron suspendidas por la pandemia de COVID-19, mientras que de 2022 en adelante no se han realizado nuevas ediciones por causas desconocidas.

- Otras de las festividades del municipio de Elota es la semana mayor que se celebra entre marzo o abril, Elota posee de maravillosas playas para pasar un día inolvidable, además de varios restaurantes para degustar diferentes platillos salidos del mar, desde un ceviche de camarón hasta un gran pescado zarandeado y callos de hacha exquisitos, los diferentes lugares que puedes visitar en estos días son: Playa Ceuta (a 8 km de La Cruz hacia el poniente), Playa de Celestino Gazca Villaseñor (aprox. a 20 km de La Cruz por maxipista hacia el sur), Playa de Culiacancito (a 25 km de La Cruz hacia el norte), la presa del Salto llamada "Aurelio Benassini" (a 30 km de La Cruz por la carretera México 15 hacia el oriente), y si quieres tranquilidad el pueblo de La Cruz brinda una gran hospitalidad, y en La Cruz los jueves y viernes santos hay actividades religiosas por parte de la parroquia local con procesiones y la marcha del silencio por muerte de Jesucristo, y los sábados de gloria con bendición de cirios y del agua, en fin hay muchas actividades que se pueden realizar durante la semana mayor o santa.

- No se puede quedar atrás la Feria Regional Ganadera de Elota organizada por la Asociación Ganadera de Elota, la Asociación de Agricultores del Río de Elota (AARE) y el H. Ayuntamiento de Elota junto con sus dependencias, casi siempre se celebra en los últimos días del mes de abril y principios de mayo, con duración de una semana, en donde se expone lo mejor de la agricultura, ganadería, pesca y cultura. Esta feria se inauguró en el desaparecido estadio "Jesús Quiñonez Labrada" en pleno centro de La Cruz y fue inaugurada por Candelario García Zamora el 28 de abril de 1987. Se decidió festejar en estas fechas porque Elota el 5 de mayo celebra su aniversario de municipalización, motivo por el cual se ha convertido en una celebración arraigada para los Elotenses. En esta fiesta se exponen actividades ganaderas, agrícolas, muestras gastronómicas, juegos mecánicos, eventos culturales que vienen de diferentes partes del estado y del país a ofrecernos a los Elotenses, un baile con grupos norteños todos los días por la noche y un palenque de torneo de gallos. En el primer día de la feria los festejos inician en mediodía con el acto de inauguración estando presentes las autoridades estatales y municipales, una vez inaugurado se procede a realizar el recorrido a las exposiciones de las diversas instituciones y comercios establecidos del municipio, y por el resto del día hay actividades culturales, folclóricas, y diversión. El día 30 de abril se festeja a los niños con una función de payasos en la explanada principal de la feria, el 1 de mayo se celebra el día de trabajo con festivales artísticos de grupos de danza de otros lugares que vienen a exponerlo frente al público elotense.

- El día tal vez más importante de la feria es el 3 de mayo que se celebra el "día de la Santa Cruz", ese día a las 6 de la mañana se cantan las famosas "mañanitas" en el monumento de La Cruz del perdón, monumento emblema representativo de La Cruz, y por la tarde en el marco de la feria ganadera se realiza un concurso de belleza conocido como "La flor más bella del ejido o reyna de la feria regional" en donde participan señoritas desde los 16 a 23 años de edad representando a cada uno de los ejidos del municipio de Elota, este se realiza un certamen con un jurado profesional para la elección de la reina, constando en 3 etapas: la primera en desfile de vestido de coctel o trajes típicos diseñados por cada una de las participantes y autopresentándose dando reseña de sus ejidos, la segunda en desfile de trajes de noche y la tercera se eligen a 5 finalistas de las cuales se les hace una pregunta y dependiendo de su desempeño y mediante el fallo del jurado es la ganadora, aunque también se otorgan bandas de estímulo tales como: puntualidad, rostro, fotogenía, mejor vestido, mejor silueta, mejor desempeño escénico, simpatía, personalidad, entre otras más, el día 4 de mayo la Escuela Preparatoria La Cruz de la Universidad Autónoma de Sinaloa festeja también su aniversario de creación ofreciendo al público los logros que se han tenido, así como festivales culturales y conciertos de rock para la comunidad estudiantil, casi por lo regular, esta feria culmina entre los días 5 o 6 de mayo con bailables del grupo local de danza y grupos norteños reconocidos a nivel nacional que ya es tradición ofreciendo un gran baile que es conocido como el cerrojazo de oro de la feria.

- Detalles sobre esta feria: En 1999 cambió sus instalaciones a la Unidad deportiva "Julio Lerma" debido a que la demanda de más expositores creció, en sí, la feria creció más, pero solamente se celebró allí hasta el 2001 que fue el trienio del presidente municipal Maximiliano Delgado Rodríguez, en el 2002 cambia nuevamente de sede esto debido al número creciente de expositores y de administración por parte del Ayuntamiento, se hizo convenios con una compañía cervecera en donde se creó un lote para la realización de la feria regional, además fue la primera vez que un mandatario estatal inaugurara este evento siendo gobernador de Sinaloa el C. Juan S. Millán Lizarraga en el trienio del Profr. Daniel Amador, en el 2008 se le brindó un gran homenaje al Sr. Arturo García Loya por ser uno de los fundadores de esta fiesta orgullosa de los Elotenses y un personaje distinguido para el municipio, en el 2009 por primera vez en la historia de esta feria es cancelada en el tiempo que tradicionalmente se ha realizado para la edición número 23, debido a la alerta sanitaria por influenza Humana o Virus A H1N1 que afectó en México y se tuvo que esperar hasta que se controlara este problema, motivo por el cual se llevó a cabo del 12 al 16 de junio de 2009, en esta edición fue nombrada como las "Tradicionales Fiestas de la Feria de La Cruz de Elota 2009 o la Feria Agrícola de Elota", el objetivo que se propuso pese a que no se realizó en tiempo y forma fue el de seguir con las mismas tradiciones y costumbres de las anteriores ediciones de la feria como por ejemplo los festejos del día del niño y el concurso de la reyna más bella del ejido, al igual que el palenque de torneo de gallos y los bailes de grupos norteños todos los días por la noche que son los eventos más importantes. En el 2010 con motivo del festejo del Bicentenario de la Independencia y Centenario de la Revolución Mexicana, la feria se denominó "Esplendor y Orgullo Patrio", en el 2011 esta feria cumplió 25 años de celebrarse, en el 2014 esta feria solo se celebró por 4 días, siendo la edición que ha tenido la menor duración desde que se creó (sin considerar lo que sucedió en la edición del 2009). En el 2016 fue cancelada la edición 30, debido a la suspensión por actos violentos registrados en la región, la única actividad realizada en la plazuela municipal, fue el concurso de belleza: "La Flor Más Bella del Ejido". En el 2017 se retoman los festejos, conmemorando a la vez el centenario de creación del municipio y 30 años de organización. En el 2018 nuevamente es cancelada, retomándose en el año 2019, teniendo un gran éxito de asistencia. Para las ediciones de 2020 y 2021 fueron canceladas, esta vez por la pandemia de COVID-19 que afectó a todo el mundo. En 2022 nuevamente se retoman los festejos, bajo el lema "Renace la tradición", del cual, ha sido la edición con más días celebrados (8 días en total), se celebró la edición #32, con ello, fueron realizadas las ediciones de 2023 y 2024 respectivamente, teniendo una gran asistencia.

- El 24 de junio en el pueblo de Elota se celebra al santo patrón "San Juan Bautista", con misa por parte de la parroquia, por la mañana con las tradicionales mañanitas y después recorrido por todo el pueblo en caravana hasta el río de Elota, donde es tradición bañar la estatua del santo patrono bajo las cristalinas aguas del río antes mencionado, en el transcurso del día se llevan a cabo Kermeses, festival organizado por el comité organizador y misas. En el 2010, Elota (pueblo) fue declarado Pueblo Señorial, por parte de la Secretaría de Turismo junto con su dependencia estatal, esto debido a la gran hospitalidad que el pueblo de Elota ofrece a sus visitantes, su gastronomía y cultura son gran parte de ello.

- El 18 de agosto en La Cruz se festeja también el día del ejido con desfile de ejidatarios acompañando a la reyna representante del ejido (casi por lo regular es la misma que concursa los 3 de mayo en la feria regional de Elota), al término del desfile se dirigen a la casa ejidal en donde se ofrece una comida en honor a todos los ejidatarios de La Cruz y por la noche termina con un baile de grupos norteños populares.

- El 15 y 16 de septiembre con las fiestas de independencia, en donde el presidente municipal de Elota en el balcón del Palacio Municipal da el grito de Dolores en la noche del 15 de septiembre, representativo de estas fiestas, además se ofrece para entretenimiento bailables de música 100% mexicana, y concurso de aficionados al canto.

- El 20 de noviembre con la celebración de la Revolución Mexicana, se celebra con un desfile, en donde todas las instituciones tanto educativas como algunas civiles de todo el municipio se hacen presente, frente al ayuntamiento de Elota, en honor a los héroes como Emiliano Zapata, Francisco Villa, Venustiano Carranza.

- Y para terminar el año el 12 de diciembre con las fiestas en honor a la virgen de Guadalupe, ya que La Cruz cuenta con la parroquia en su honor, y todos los años cientos de fieles concurren a la parroquia para agradecer y felicitar a la morenita del Tepeyac, en el 2009 se realizó un festival artístico en conmemoración del aniversario luctuoso del Profr. Ascanio Pérez Pinedo, también en su honor lleva su nombre la Casa de la Cultura Elotense, y su grupo de danza llamada Centelot.

## Deportes
Elota no queda excepto de esta importante actividad, ya que el deporte es una disciplina para mantener concentradas a las personas, sobre todo para mantener fuera del consumo de drogas, o la ociosidad que es la madre de todos los vicios, y él convivió sano entre todos. En nuestro municipio se practican el Fútbol (como el deporte más popular y más practicado, en menor proporción pero se ha practicado el Fútbol de playa) del cual se tiene su propia liga y con ello juegan varias temporadas según sus organizadores, seguido del voleibol (sobre todo ha tenido mucho auge el voleibol de playa), el Basquetbol, el Béisbol, Softbol que juntos también tienen su propia liga y rol de juegos, y otras disciplinas como Ciclismo, Tae-Kwan-Do en que se han obtenido buenos resultados, caminata, maratones, y en menor proporción pero importante el renis, frontenis y natación tanto en alberca y en mar abierto. También se puede considerar como deporte carreras de caballos, y charrerías que son muy practicadas en nuestro municipio, muchos no lo consideran un deporte, pero está considerado como deporte-ciencia: "El ajedrez" que también se ha tenido grandes logros, y Torneos Nacionales e Internacionales de pesca en la presa de "El Salto".
Hay eventos importantes que se han llevado a cabo en Elota, como por ejemplo:
- La Tradicional Carrera Ciclista Culiacán - La Cruz, que casi por lo regular se lleva a cabo durante el primer domingo de mayo, después de eso se compite internamente en la ciudad de La Cruz. Han existido ocasiones en que se ha llevado a cabo la Carrera Ciclista Mazatlán - La Cruz .

- Recientemente La Cruz fue sede del "Primer Encuentro Estatal de Futbol" donde Elota queda en un honroso tercer lugar.

- En Semana Santa hay competencias de voleibol playero en las playas de Ceuta y Celestino Gazca Villaseñor.

- Dependiendo de las organizaciones en la presa "El Salto" se llevan a cabo competencias de pesca.

- Recientemente el periódico más importante del estado: "El Debate" incluyó al municipio de Elota en el rol de juegos de futbol, llamado "Torneo de los Barrios", donde la intención es que se le de mayor difusión a este deporte.

## Comunicación
Dentro del municipio de Elota cuenta con una estación de radio en frecuencia modulada, la primera de la región, que entró en operación el 11 de mayo de 2017, además se escuchan frecuencias de las ciudades de Mazatlán, Culiacán y Los Mochis.
En televisión se cuenta con una repetidora del canal TVP en La Cruz, que es sintonizada en canal 10.1 (canal de televisión abierta) en toda la región.
Desde 2007 opera una empresa de sistema de cable (televisión de paga), y desde 2008 se inició con la transmisión de un canal de televisión pero este solamente puede ser visto por los suscriptores de dicha empresa de cable y en su página de Internet.
Periódicos sólo los de circulación estatal: El Debate de Culiacán y La I, Noroeste de Mazatlán y Primera Hora, El Sol de Sinaloa, El Sol del Pacífico, además de un semanario local llamado Río Elota.

## Sindicaturas
Elota se divide en 5 sindicaturas y una alcaldía central, que a continuación se mencionan:
- Central (La Cruz): aquí se encuentra la cabecera municipal de Elota, a este pertenecen pueblos como Ceuta, El Carrizo, El Bolillo, Casas Viejas, El Crucero de La Cruz (carretera México 15 tramo Mazatlán-Culiacán).

- Lic. Gabriel Leyva Velázquez: sindicatura más grande del municipio aquí se encuentran: Potrerillos del Norote, Caimanes, Pueblo Nuevo, Tanques, Col. Buenos Aires, Boscoso, Ejido Culiacán (Culiacancito), entre otras. Se encuentran en la zona norte del municipio.

- Elota: anteriormente fue la cabecera municipal hasta 1937, también se encuentran Tecuyo y Loma de Tecuyo, Ensenada, Paredón Colorado entre otras.

- El Espinal: también en la zona norte del municipio, aquí se encuentran El Espinal 1 y 2, Conitaca, Ejido 26 de enero, entre otros.

- Gral. Renato Vega Amador: se encuentra en la zona sur del municipio, aquí se encuentran pueblos como: Rosendo Nieblas, Celestino Gazca Villaseñor, El Saladito y el Salado, Los Arroyitos, Ejido Benito Juárez, Tayoltita entre otras más...

- Zoquititán: Aquí en esta sindicatura colindante con el municipio de Cosalá, se encuentran las poblaciones de El Salto, que es en donde se encuentra la presa Aurelio Benassini, importante centro pesquero y turístico, además aquí se encuentra el pueblo de La Papalota, entre otros más

## Educación
En la Ciudad de la Cruz existen diversas opciones educativas desde las preparatorias del COBAES y de la UAS,pasando por una Unidad de Capacitación de Icatsin hasta la Universidad Politécnica del Mar y la Sierra.
En el caso de Icatsin 108 La Cruz, se encuentra ubicado en la cabecera municipal de Elota, en La Cruz, sito en Carretera a La Cruz, km. 15.5, Colonia Arroyitos, La Cruz, Elota Sinaloa. El plantel fue creado el 20 de octubre de 1997, siendo presidente municipal el Ing. Sergio Arturo Rosas Miranda, y como director general del ICATSIN, el Lic. Francisco Cabanillas Vizcarra, surge en la necesidad de ofrecer a la población una opción de instruir a los individuos, un oficio para emplearse o auto emplearse con la finalidad de elevar su calidad de vida y de su familia.
ICATSIN Unidad Elota tiene una oferta educativa muy amplia para la capacitación de las personas, así como organismos, corporaciones, sindicatos,empresas, existen tres vertientes de capacitación: •	Cursos regulares (CR), se incluyen distintas especialidades; todas ellas impartidas y reguladas con el reconocimiento oficial de la Secretaría de Educación Pública (SEP), a través de su Dirección General de Centros de Formación para el Trabajo (DGCFT)., Cursos no regulares (CAE) se establecen dos modalidades: Capacitación Acelerada Específica (CAE): Como un servicio de apoyo a la capacitación en: a) El trabajo, esta modalidad se orienta a atender trabajadores con necesidades concretas de actualización o especialización. b)	Cursos de Extensión (CE): Programa permanente de actualización y fortalecimiento de las especialidades que se ofrecen en los Planteles ICATSIN, se proporcionan tanto a egresados, como a capacitandos inscritos y a grupos de personas organizadas de alguna comunidad que demanden capacitación, actualización y/o especialización , los exámenes R.O.C.O. (Reconocimiento Oficial de la Competencia Ocupacional), son aplicados a quienes los solicitan, y tienen la habilidad y destreza, pero no disponen del documento oficial que les avale su conocimiento. por lo que respecta a cursos regulares se cuenta con 17 especialidades autorizadas, y son 11 las que regularmente se operan en esa unidad de capacitación, hay también un amplio catálogo de cursos C.A.E. que cada trimestre aumenta, y se diseñan de acuerdo a las necesidades de las empresas para cumplir con sus requisitos legales de capacitación y contar con personal que responda a las necesidades laborales.
En 2004, ICATSIN obtuvo la certificación ISO 9001:2000 otorgada por la Asociación de Normalización y Certificación, A.C. (ANCE, A.C.), misma que refrendó en 2007 y en 2010; actualizando su sistema en este año bajo la Norma ISO 9001:2008.En la actualidad la certificación está vigente bajo la Norma ISO 9001-2015.